# 葉睿慶
葉睿慶（Yap Roy King，2001年2月10日—），馬來西亞男子羽毛球運動員。

## 簡歷
葉睿慶出生於麻坡羽毛球世家，爺爺葉明桐、父親葉錦興和母親鄭慧芳都是羽毛球教練，六叔則是前馬來西亞國家隊總教練葉錦福；他的姐姐葉睿晨同爲羽毛球運動員。
2021年8月起，葉睿慶分別與Muhammad Nurfirdaus Azman和蕭紫萱出戰歐洲羽聯巡迴賽的男子雙打和混合雙打項目，他在拉脫維亞國際賽奪得雙冠、希臘國際賽的男雙四強和混雙冠軍以及哈爾科夫國際賽的混雙冠軍。
2023年起，由於大馬羽總在2022年12月進行大換血，葉睿慶的原先搭檔鄭宇駿遭到羽總開除再加上男雙進行重組；葉睿慶開始與朱奈迪·阿里夫搭檔比賽並在越南國際挑戰賽上闖進四強。5月，葉睿慶跟隨國家隊參加在柬埔寨舉行的東南亞運動會並且跟隨大隊贏得男子團體的銀牌；個人賽上，他與鍾舒韻搭檔出戰混合雙打項目，他們一路殺進決賽並與印尼的頭號種子組合里汉·诺法勒·库沙尔扬托/丽莎·阿尤·库苏马瓦蒂一決勝負。最終，他們以1比2（22比20、8比21、16比21）遭到對手逆轉，奪得銀牌。

## 主要比賽成績
只列出曾進入準決賽的國際賽事成績：
| 年份   | 賽事                     | 公開賽級別 | 項目     | 拍檔                      | 成績   |
| ------ | ------------------------ | ---------- | -------- | ------------------------- | ------ |
| 2021年 | 拉脫維亞羽毛球國際賽     | 未來系列賽 | 男子雙打 | Muhammad Nurfirdaus Azman | 冠軍   |
| 2021年 | 拉脫維亞羽毛球國際賽     | 未來系列賽 | 混合雙打 | 蕭紫萱                    | 冠軍   |
| 2021年 | 希臘羽毛球國際賽         | 未來系列賽 | 男子雙打 | Muhammad Nurfirdaus Azman | 準決賽 |
| 2021年 | 希臘羽毛球國際賽         | 未來系列賽 | 混合雙打 | 蕭紫萱                    | 冠軍   |
| 2021年 | 哈爾科夫羽毛球國際賽     | 國際系列賽 | 混合雙打 | 蕭紫萱                    | 冠軍   |
| 2022年 | 瑞典羽毛球公開賽         | 國際系列賽 | 男子雙打 | 鄭宇駿                    | 準決賽 |
| 2022年 | 烏克蘭羽毛球公開賽       | 國際挑戰賽 | 男子雙打 | 鄭宇駿                    | 準決賽 |
| 2022年 | 奧爾良羽毛球大師賽       | 超級100賽  | 混合雙打 | 張湄鑫                    | 準決賽 |
| 2022年 | 馬來西亞羽毛球國際挑戰賽 | 國際挑戰賽 | 混合雙打 | 蕭紫萱                    | 準決賽 |
| 2023年 | 越南羽毛球國際挑戰賽     | 國際挑戰賽 | 男子雙打 | 朱奈迪·阿里夫             | 準決賽 |
| 2023年 | 東南亞運動會羽毛球比賽   | 其他       | 男子團體 | －                        | 銀牌   |
| 2023年 | 東南亞運動會羽毛球比賽   | 其他       | 混合雙打 | 鍾舒韻                    | 銀牌   |
| 2023年 | 丹麥羽毛球大師賽         | 國際挑戰賽 | 男子雙打 | 朱奈迪·阿里夫             | 準決賽 |
| 2023年 | 南特羽毛球國際挑戰賽     | 國際挑戰賽 | 男子雙打 | 朱奈迪·阿里夫             | 冠軍   |
| 2023年 | 南特羽毛球國際挑戰賽     | 國際挑戰賽 | 混合雙打 | 蕭紫萱                    | 準決賽 |
| 2023年 | 印尼羽毛球國際挑戰賽     | 國際挑戰賽 | 混合雙打 | 蕭紫萱                    | 準決賽 |
| 2023年 | 印尼棉蘭羽毛球大師賽     | 超級100賽  | 男子雙打 | 朱奈迪·阿里夫             | 準決賽 |
| 2023年 | 印尼棉蘭羽毛球大師賽     | 超級100賽  | 混合雙打 | 蕭紫萱                    | 冠軍   |
| 2024年 | 西班牙馬德里羽毛球大師賽 | 超級300賽  | 男子雙打 | 朱奈迪·阿里夫             | 亞軍   |
| 2024年 | 馬來西亞羽毛球大師賽     | 超級500賽  | 男子雙打 | 朱奈迪·阿里夫             | 準決賽 |
| 2025年 | 奧爾良羽毛球大師賽       | 超級300賽  | 男子雙打 | 朱奈迪·阿里夫             | 準決賽 |
| 2025年 | 澳門羽毛球公開賽         | 超級300賽  | 男子雙打 | 朱奈迪·阿里夫             | 冠軍   |

| 2018-2026年 | 總決賽 | 超級1000賽 | 超級750賽 | 超級500賽 | 超級300賽 | 超級100賽 | 國際挑戰賽 | 國際系列賽 | 未來系列賽 | 其他 |